# Đấu trường Danh vọng
Đấu trường Danh vọng (tiếng Anh: Arena of Glory; viết tắt: AOG), là giải đấu cấp độ cao nhất của bộ môn thể thao điện tử Liên Quân Mobile tại Việt Nam do Garena quản lý và được tổ chức thường kỳ hai lần một năm (riêng năm 2017 được tổ chức ba lần), kể từ năm 2017. Mùa giải đầu tiên được tổ chức với tên gọi Đấu trường huyền thoại. Đây cũng là giải đấu thể thao điện tử quốc nội có tổng giải thưởng cao nhất Việt Nam (6 tỷ đồng - tính đến Đấu trường Danh vọng mùa Xuân 2025).

## Lịch sử

### Đấu trường huyền thoại mùa Xuân 2017
Giải đấu diễn ra từ ngày 8 tháng 4 đến ngày 23 tháng 5 năm 2017. Tổng giá trị giải thưởng là 265 triệu đồng.
| Hạng | Đội                 | Tên viết tắt | Giải thưởng (VND) |
| ---- | ------------------- | ------------ | ----------------- |
| 1    | Sài Gòn Super Games | SGSG         | 100.000.000       |
| 2    | GameTV              | GTV          | 60.000.000        |
| 3    | Exodia              | EXO          | 40.000.000        |

### Đấu trường Danh vọng mùa Hè 2017
Giải đấu diễn ra từ ngày 3 tháng 6 đến ngày 2 tháng 7 năm 2017. Tổng giá trị giải thưởng là 470 triệu đồng.
Từ mùa giải này, vòng Playoffs lần đầu tiên được áp dụng trong lịch sử của giải đấu Liên Quân Mobile chuyên nghiệp cấp độ cao nhất tại Việt Nam. Các đội thi đấu theo thể thức "bậc thang": Đội xếp thứ 3 vòng bảng gặp đội xếp thứ 4 vòng bảng tại Tứ kết (nay là Playoffs 1), đội thắng gặp đội xếp thứ 2 vòng bảng tại Bán kết (nay là Playoffs 2), đội thắng tiếp sẽ vào trận Chung kết gặp đội đứng đầu vòng bảng.
| Hạng | Tỉnh thành            | Đội              | Tên viết tắt      | Giải thưởng (VND) |
| ---- | --------------------- | ---------------- | ----------------- | ----------------- |
| 1    | Thành phố Hồ Chí Minh | Marines Esports  | ME                | 200.000.000       |
| 2    | Thành phố Hồ Chí Minh | Sài Gòn Phantom  | SGP               | 100.000.000       |
| 3    | Hà Nội                | GameTV           | GTV               | 60.000.000        |
| 4    | Cần Thơ               | We Pro           | WP (tên cũ EXO)   | 40.000.000        |
| 5    | Thái Nguyên           | Team Thái Nguyên | TTN               | 25.000.000        |
| 6    | Đà Nẵng               | Feed To Wins     | FTW (tên cũ FTWS) | 20.000.000        |
| 7    | Đắk Lắk               | CFMA             | CFMA              | 15.000.000        |
| 8    | Đà Nẵng               | Dragon Knights   | DK                | 10.000.000        |

### Đấu trường Danh vọng mùa Đông 2017
Giải đấu diễn ra từ ngày 16 tháng 9 đến ngày 10 tháng 11 năm 2017. Tổng giá trị giải thưởng là 800 triệu đồng.
| Hạng | Tỉnh thành/ vùng miền | Đội              | Tên viết tắt     | Giải thưởng (VND) |
| ---- | --------------------- | ---------------- | ---------------- | ----------------- |
| 1    | Hà Nội                | GameTV           | GTV              | 250.000.000       |
| 2    | Miền Bắc              | ProArmy          | PA               | 150.000.000       |
| 3    | Thái Nguyên           | Team Thái Nguyên | TTN              | 100.000.000       |
| 4    | Thành phố Hồ Chí Minh | Sài Gòn Phantom  | SGP              | 80.000.000        |
| 5    | Miền Nam              | Cơm Tấm Quận 7   | CTQ7 (tên cũ WP) | 70.000.000        |
| 6    | Thái Nguyên           | Jeff Team        | JT               | 60.000.000        |
| 7    | Miền Bắc              | Alpha Team       | AP               | 50.000.000        |
| 8    | Thành phố Hồ Chí Minh | Marines Esport   | ME               | 40.000.000        |

### Đấu trường Danh vọng mùa Xuân 2018
Giải đấu diễn ra từ ngày 20 tháng 1 đến ngày 29 tháng 4 năm 2018. Ngoài giải thưởng cho các đội giải còn có giải cho tuyển thủ xuất sắc nhất giải (MVP) với giá trị 10 triệu đồng cho mỗi vị trí. Tổng giá trị giải thưởng là 1,2 tỷ đồng. Trận chung kết được tổ chức tại Nhà thi đấu Quân khu 7, Thành phố Hồ Chí Minh.
| Hạng | Tỉnh thành/ vùng miền | Đội              | Tên viết tắt    | Giải thưởng (đồng) | Giành quyền tham dự                                 |
| ---- | --------------------- | ---------------- | --------------- | ------------------ | --------------------------------------------------- |
| 1    | Thành phố Hồ Chí Minh | Saigon Phantom   | SGP             | 400.000.000        | Arena of Valor World Cup 2018                       |
| 2    | Thành phố Hồ Chí Minh | Adonis Esports   | ADN (tên cũ ME) | 200.000.000        | Vòng loại tuyển chọn ĐTQG Việt Nam tham dự ASIAD 18 |
| 3    | Miền Bắc              | Team Flash       | FL (tên cũ PA)  | 150.000.000        | Vòng loại tuyển chọn ĐTQG Việt Nam tham dự ASIAD 18 |
| 4    | Hà Nội                | GameTV           | GTV             | 120.000.000        | Vòng loại tuyển chọn ĐTQG Việt Nam tham dự ASIAD 18 |
| 5    | Miền Bắc              | Phố Bò Team      | PBT             | 100.000.000        |                                                     |
| 6    | Thái Nguyên           | Team Thái Nguyên | TTN             | 80.000.000         |                                                     |
| 7    | Miền Nam              | Evos Esports     | EVOS            | 70.000.000         |                                                     |
| 8    | Thái Nguyên           | Jeff Team        | JT              | 50.000.000         |                                                     |

### Đấu trường Danh vọng mùa Đông 2018
Giải đấu diễn ra từ ngày 6 tháng 9 đến ngày 10 tháng 11 năm 2018. Ngoài tổng giải thưởng trị giá 1,8 tỷ đồng, còn có giải MVP với mỗi vị trí trị giá 10 triệu đồng. Trận chung kết được tổ chức tại Nhà thi đấu Thanh Trì, Hà Nội.
| Bảng xếp hạng | Bảng xếp hạng    | Bảng xếp hạng | Bảng xếp hạng             |
| Thứ hạng      | Tên đội          | Tên viết tắt  | Giá trị tiền thưởng (VND) |
| ------------- | ---------------- | ------------- | ------------------------- |
| 1             | Team Flash       | FL            | 700.000.000               |
| 2             | Swing Phantom    | SP            | 350.000.000               |
| 3             | OverClockerS     | OCS           | 220.000.000               |
| 4             | Honor Adonis     | ADN           | 160.000.000               |
| 5             | BOX Gaming       | BOX           | 130.000.000               |
| 6             | Esports Kingdom  | EK            | 110.000.000               |
| 7             | Tamago AA        | AA            | 100.000.000               |
| 8             | Team Thái Nguyên | TTN           | 80.000.000                |

### Đấu trường Danh vọng mùa Xuân 2019
Giải đấu diễn ra từ 23 tháng 2 đến ngày 25 tháng 5 năm 2019, với tổng giá trị giải thưởng 2 tỷ đồng. Vòng chung kết được tổ chức tại Nhà thi đấu Quân khu 7, Thành phố Hồ Chí Minh
Từ mùa giải này, hệ thống tính điểm có sự thay đổi, khi mỗi trận thắng sẽ cộng cho đội tuyển 1 điểm, còn mỗi trận thua thì bị trừ đi 1 điểm. Ngoài ra, đây là giải đấu Liên Quân Mobile đầu tiên áp dụng luật Cấm - chọn quốc tế (GCS mùa Xuân 2019 và RPL mùa 3 khởi tranh trước Đấu trường Danh vọng, nhưng GCS bắt đầu áp dụng từ ngày 16 tháng 3 (tuần thi đấu thứ 6), thậm chí RPL còn không áp dụng luật này trong mùa 3).
2 đội tuyển có thứ hạng cao nhất của giải lần này là Team Flash và BOX Gaming giành quyền đại diện cho khu vực chủ nhà Việt Nam tham dự vòng chung kết World Cup Liên Quân Mobile (AWC) 2019 được diễn ra tại Đà Nẵng.
| Thứ hạng | Tên đội          | Tên viết tắt | Tiền thưởng (VND) |
| -------- | ---------------- | ------------ | ----------------- |
| 1        | Team Flash       | FL           | 700.000.000       |
| 2        | BOX Gaming       | BOX          | 350.000.000       |
| 3        | Adonis Esports   | ADN          | 250.000.000       |
| 4        | Swing Phantom    | SP           | 200.000.000       |
| 5        | FAPTV            | FTV          | 150.000.000       |
| 6        | OverClockerS     | OCS          | 130.000.000       |
| 7        | IGP Gaming       | IGP          | 120.000.000       |
| 8        | Team Thái Nguyên | TTN          | 100.000.000       |

#### Đấu trường Danh vọng Series B Mùa 1 2019
Đấu trường Danh vọng Series B Mùa 1 là một giải đấu hoàn toàn mới thuộc hệ thống giải chính thức của bộ môn Garena Liên Quân Mobile tại Việt Nam. Giải đấu có tổng trị giá giải thưởng 80 triệu đồng và hai đội có thành tích tốt nhất sẽ giành quyền thăng hạng Đấu trường Danh vọng mùa Đông 2019.
| Bảng xếp hạng cuối mùa | Bảng xếp hạng cuối mùa | Bảng xếp hạng cuối mùa    |
| Thứ hạng chung cuộc    | Đội tuyển              | Giá trị giải thưởng (VNĐ) |
| ---------------------- | ---------------------- | ------------------------- |
| Vô địch                | IGP Gaming             | 40.000.000                |
| Á quân                 | In The Dark            | 20.000.000                |
| Hạng 3                 | IMaster                | 10.000.000                |
| Hạng 4                 | EVOS Esports           | 10.000.000                |
| Hạng 5                 | GameTV                 |                           |
| Hạng 6                 | MoneyOverBaby          |                           |

### Đấu trường Danh vọng mùa Đông 2019
Giải đấu diễn ra từ 27 tháng 7 đến 12 tháng 10 năm 2019, với tổng giải thưởng 2 tỷ đồng.
Hai đội tuyển có thành tích tốt nhất của giải lần này là Team Flash và HTVC IGP Gaming là đại diện của Việt Nam tham dự AIC 2019 được diễn ra tại Thái Lan.

#### Đấu trường Danh vọng Series B mùa Đông 2019
Hai đội tuyển có thành tích tốt nhất của Đấu trường Danh vọng Series B mùa Đông 2019 là Cerberus Esports và Adonis Esports sẽ có 2 suất thăng hạng lên Đấu trường Danh vọng mùa Xuân 2020.
| Bảng xếp hạng cuối mùa | Bảng xếp hạng cuối mùa | Bảng xếp hạng cuối mùa    |
| Thứ hạng chung cuộc    | Đội tuyển              | Giá trị giải thưởng (VNĐ) |
| ---------------------- | ---------------------- | ------------------------- |
| Vô địch                | Cerberus Esports       | 25.000.000                |
| Á quân                 | Adonis Esports         | 15.000.000                |
| Hạng 3                 | Siêu Dự Bị             | 10.000.000                |
| Hạng 4                 | Saigon Avengers        | 10.000.000                |
| Hạng 5                 | Sparta AOV             | 5.000.000                 |
| Hạng 6                 | The Legend Ganker      | 0                         |

Ghi chú: Đội The Legend Ganker đã bị tước toàn bộ giải thưởng.

### Viettel 5G Đấu trường Danh vọng mùa Xuân 2020
Ngày 10 tháng 2 năm 2020, Tập đoàn Công nghiệp – Viễn thông Quân đội (Viettel) với thương hiệu Viettel 5G chính thức trở thành nhà tài trợ chính cho Đấu trường Danh vọng mùa Xuân 2020. Do vậy, giải đấu mang tên Viettel 5G Đấu trường Danh vọng mùa Xuân 2020. Giải đấu khai mạc vào ngày 21 tháng 2 năm 2020.
Tại giải lần này, do ảnh hưởng của đại dịch COVID-19 ở Việt Nam nên từ trận thứ 31 đến hết vòng 10, các trận đấu sẽ thi đấu online, và các tuyển thủ sẽ thi đấu tại Gaming House của mình. Tại Playoffs mùa này, tất cả các trận sẽ thi đấu theo thể thức BO7, thay vì chỉ có trận Chung kết tổng như trước đây. Tổng giá trị giải thưởng tại mùa này là 2,2 tỷ đồng. Trận chung kết được tổ chức tại trường quay Nam Đông 2 (quận 5), và tổ chức không có khán giả do ảnh hường của dịch COVID-19.
4 đội có thành tích xuất sắc nhất sẽ tham dự AoV Premier League 2020, thay cho AWC 2020 bị hủy do dịch Covid-19.

#### Tổng kết
Dưới đây là các bảng tổng kết các hạng mục giải thưởng Viettel 5G Đấu trường Danh vọng mùa Xuân 2020.
| Thứ hạng | Tên đội         | Tên viết tắt | Tiền thưởng     | Giành quyền tham dự     |
| -------- | --------------- | ------------ | --------------- | ----------------------- |
| 1        | Team Flash      | FL           | 800.000.000 VND | AoV Premier League 2020 |
| 2        | Saigon Phantom  | SGP          | 400.000.000 VND | AoV Premier League 2020 |
| 3        | HTVC IGP Gaming | IGP          | 280.000.000 VND | AoV Premier League 2020 |
| 4        | FAPtv           | FTV          | 220.000.000 VND | AoV Premier League 2020 |

### Đấu trường danh vọng mùa đông 2020
| Thứ hạng | Tên đội        | Tên viết tắt | Tiền thưởng     | Giành quyền tham dự                                                                  |
| -------- | -------------- | ------------ | --------------- | ------------------------------------------------------------------------------------ |
| 1        | Saigon Phantom | SGP          | 900.000.000 VND | Arena of Valor International Championship 2020 và Đấu trường Danh vọng mùa Xuân 2021 |
| 2        | Box Gaming     | BOX          | 450.000.000 VND | Arena of Valor International Championship 2020 và Đấu trường Danh vọng mùa Xuân 2021 |
| 3        | Team Flash     | FL           | 310.000.000 VND | Arena of Valor International Championship 2020 và Đấu trường Danh vọng mùa Xuân 2021 |

### Đấu trường Danh vọng mùa Xuân 2021
Chỉ có 1 sự thay đổi về đội tuyển, đó là việc EVOS Esports giải thể sau khi rớt hạng, và thay vào đó là B2F Gaming, đội tuyển cùng HEAVY lên chơi từ Đấu trường Danh vọng Series B mùa Đông 2020. Thể thức cũng có đôi chút thay đổi, khi lúc này mỗi ván thua không bị trừ điểm. Giải đấu khai mạc từ 25 tháng 2 năm 2021.
Ở một số lượt trận đầu tiên, các đội sẽ thi đấu theo hình thức thi đấu online tại Gaming House của mình dưới sự giám sát chặt chẽ của đội ngũ trọng tài và đảm bảo mọi quy định an toàn về phòng chống dịch bệnh COVID-19.

#### Thứ hạng và tiền thưởng
Tổng cộng 3,05 tỷ đồng dược trao cho các đội và các danh hiệu. Qua đó, giải đấu tiếp tục giữ vững vị trí số 1 Việt Nam về tổng giải thưởng. Dưới đây là các bảng tổng kết các hạng mục giải thưởng của Đấu trường Danh vọng mùa Xuân 2021.
| Hạng | Đội            | Tiền thưởng (đồng) | Giành quyền tham dự                                                 |
| ---- | -------------- | ------------------ | ------------------------------------------------------------------- |
| 1    | Team Flash     | 900.000.000        | Arena of Valor World Cup 2021 và Đấu trường Danh vọng mùa Đông 2021 |
| 2    | Saigon Phantom | 450.000.000        | Arena of Valor World Cup 2021 và Đấu trường Danh vọng mùa Đông 2021 |
| 3    | V-Gaming       | 310.000.000        | Arena of Valor World Cup 2021 và Đấu trường Danh vọng mùa Đông 2021 |

### Đấu trường Danh vọng mùa Đông 2021
Giải đấu ban đầu dự kiến diễn ra từ ngày 28 tháng 8 đến 31 tháng 10 năm 2021 tuy nhiên ngày khai mạc đã bị hoãn lại. Đến ngày 6 tháng 9, ban tổ chức công bố giải đấu diễn ra từ 11 tháng 9 đến 7 tháng 11. 8 đội tuyển đã tham dự Đấu trường Danh vọng mùa Xuân 2021 sẽ tiếp tục tham dự giải đấu này sau khi HEAVY và B2F Gaming đã trụ hạng thành công. Đây là lần đầu tiên mà các đội tuyển tham dự mùa giải trước vẫn được giữ nguyên ở mùa giải sau. Khẩu hiệu và thông điệp chính thức của giải đấu là "Bứt phá" (tiếng Anh: "Breakthrough"). Thể thức vòng bảng vẫn được giữ nguyên so với mùa trước, tuy nhiên vòng Playoffs sẽ tổ chức theo thể thức nhánh thắng nhánh thua. Giải đấu sẽ thi đấu theo hình thức trực tuyến tại nhà của các đội tuyển. Team Flash là đương kim vô địch của giải. Ba đội hạng nhất, nhì, ba của giải đấu sẽ tham dự giải đấu Arena of Valor International Championship 2021 (AIC 2021), với thể thức vòng play-off này, đội hạng nhất và nhì vòng bảng sẽ có suất tham dự AIC, trong khi đội hạng 3 và hạng 4 sẽ tranh suất tham dự ở trận play-off 2.
Ngày 24 tháng 11, ban tổ chức thông báo việc Đấu trường Danh vọng từ mùa Xuân 2022 sẽ tăng số đội lên con số 10. Điều đó đồng nghĩa với việc 2 đội xếp cuối là B2F Gaming và FAP Esports sẽ ở lại thêm một mùa giải nữa, và mùa giải này không có đội xuống hạng.
Vòng play-off và chung kết ban đầu dự kiến diễn ra trong 2 ngày 30 và 31 tháng 10, tuy nhiên sau đó đã dời sang 4 đến 7 tháng 11 do việc khai mạc hoãn vòng bảng. Các trận đấu diễn ra theo thể thức Bo7 (đấu 7 chạm 4) với luật cấm chọn quốc tế. Đội hạng 1 và hạng 3 sẽ được chọn bên ở ván đầu tiên trong trận play-off 1 và 2; ở các trận đấu tiếp theo, các đội đứng bên trên trong nhánh đấu sẽ được chọn bên trong ván đầu tiên. Trong các ván sau đó, đội thua ván trước sẽ được chọn bên ở ván liền kề.
2 đội tham dự trận play-off 1 chắc chắn có vé tham dự AIC 2021, trong khi trận play-off 2 sẽ là trận tranh tấm vé thứ 3 đến AIC 2021.

#### Tiền thưởng của giải đấu
Tổng cộng 2.500.000.000 đồng sẽ được trao cho các đội tham dự và các danh hiệu cá nhân:
| Danh hiệu | Đội            | Tiền thưởng      |
| --------- | -------------- | ---------------- |
| Vô địch   | Saigon Phantom | 900.000.000 đồng |
| Á quân    | V Gaming       | 450.000.000 đồng |
| Hạng 3    | Team Flash     | 310.000.000 đồng |

#### Vấn đề về nhà tài trợ
Thương hiệu nước tăng lực Sting, mì Hảo Hảo và hãng sơn Mykolor là ba nhà tài trợ ban đầu của giải đấu. Tuy nhiên, trong thông báo về lịch thi đấu mới của giải sau khi tạm hoãn khai mạc được đăng trên trang web chính thức và trang Facebook của giải vào ngày 6 tháng 9, logo của nhà tài trợ mì Hảo Hảo đã bị loại bỏ khỏi các hình ảnh về giải đấu mà chỉ còn hai nhà tài trợ còn lại (tuy nhiên sau đó thông báo trên trang web đã cập nhật lại nhà tài trợ Modern). Trước đó, vào ngày 20 tháng 8, Cơ quan An toàn thực phẩm Ireland (FSAI) đã ra thông báo thu hồi sản phẩm mì Hảo Hảo vì chứa chất gây ung thư, dấy lên nhiều tranh cãi về việc liệu có ảnh hưởng đến người tiêu dùng nội địa. Ngày 25 tháng 8, ban tổ chức giải đấu tuyên bố hoãn khai mạc giải, chỉ 3 ngày trước ngày khởi tranh ban đầu, với lí do "để cân nhắc kỹ lưỡng các biện pháp vận hành giải đấu" do "nhiều địa phương đã tăng cường một số biện pháp giãn cách xã hội từ 0 giờ ngày 23/8". Ngày 8 tháng 9, trên các hình ảnh về giải đấu lại xuất hiện nhà tài trợ thứ ba thế chỗ của mì Hảo Hảo là thương hiệu mì ly Modern, tuy nhiên không có thông báo chính thức nào cho việc này mà chỉ là việc thế logo nhãn hàng vào. Hai thương hiệu mì này đều là sản phẩm của Acecook Việt Nam. Trong buổi trực tiếp ngày khai mạc, Modern đã chính thức được công bố là nhà tài trợ của giải. Giải thưởng Modern Team cũng đã được công bố là giải thưởng thay cho Hảo Hảo Team.

### Đấu trường Danh vọng mùa Xuân 2022
Mùa giải thứ 12 của Đấu trường Danh vọng sẽ diễn ra từ ngày 10 tháng 2 đến ngày 8 tháng 5 năm 2022. Lần đầu tiên trong lịch sử, giải đấu sẽ tăng số đội tham dự lên 10 đội tuyển, bao gồm 8 đội tuyển đã tham dự Đấu trường Danh vọng mùa Đông 2021 sẽ tiếp tục tham dự giải đấu này cùng với 2 đội tuyển lên hạng từ Đấu trường Danh vọng Series B mùa Đông 2021 là MEMO Game (trước đây có tên là Zeus Gaming) và Tân Voi Gaming (đổi tên thành HQ Esports ở lượt về). Khẩu hiệu và thông điệp chính thức của giải đấu là "Hype Up: New Level". Thể thức của giải vẫn được giữ nguyên, ngoại trừ việc các đội sẽ thi đấu 18 trận trong vòng bảng thay vì 14 như trước đây.
Vòng play-off và chung kết dự kiến sẽ diễn ra trong 3 ngày: 30 tháng 4, 1 và 8 tháng 5. Các trận đấu diễn ra theo thể thức Bo7 (đấu 7 chạm 4) với luật cấm chọn quốc tế. Đội hạng 1 và hạng 3 sẽ được chọn bên ở ván đầu tiên trong trận play-off 1 và 2; ở các trận đấu tiếp theo, các đội đứng bên trên trong nhánh đấu sẽ được chọn bên trong ván đầu tiên. Trong các ván sau đó, đội thua ván trước sẽ được chọn bên ở ván liền kề.
| Danh hiệu | Đội tuyển      | Tiền thưởng      | Giành quyền tham dự                                                                                                   |
| --------- | -------------- | ---------------- | --- |
| Vô địch   | Saigon Phantom | 900.000.000 đồng | Arena of Valor International Championship 2022, Sea Games 31 cùng ĐTQG Việt Nam và Đấu trường Danh vọng mùa Đông 2022 |
| Á quân    | V Gaming       | 500.000.000 đồng | Arena of Valor International Championship 2022 và Đấu trường Danh vọng mùa Đông 2022                                  |
| Hạng 3    | Team Flash     | 300.000.000 đồng | Arena of Valor International Championship 2022 và Đấu trường Danh vọng mùa Đông 2022                                  |

### Đấu trường Danh vọng mùa Đông 2022
Mùa giải thứ 13 của Đấu trường Danh vọng sẽ diễn ra từ ngày 4 tháng 8 đến ngày 9 tháng 10 năm 2022. 10 đội tuyển tham dự mùa giải trước vẫn bảo vệ được suất của họ tại mùa giải này, tuy nhiên Cerberus Esports đã đổi tên thành Extreme Gaming, MEMO Game đổi tên thành TDT Esports, FAP Esports chuyển suất lại cho MDH Esports. Khẩu hiệu và thông điệp chính thức của giải đấu là "Sport for the New Generation - Thể thao cho thế hệ mới". Thể thức của giải vẫn được giữ nguyên so với mùa giải trước, tuy vậy thời gian giải đấu sẽ được rút ngắn từ 9 xuống còn 7 tuần. Mỗi tuần sẽ có từ 2-3 vòng.
| Danh hiệu | Đội tuyển      | Tiền thưởng        | Giành quyền tham dự |
| --------- | -------------- | ------------------ | --- |
| Vô địch   | Saigon Phantom | 1.800.000.000 đồng | Arena of Valor Premier League 2022 và Đấu trường Danh vọng mùa Xuân 2023                                                 |
| Á quân    | V Gaming       | 1.000.000.000 đồng | Arena of Valor Premier League 2022 và Đấu trường Danh vọng mùa Xuân 2023                                                 |
| Hạng 3    | Box Gaming     | 600.000.000 đồng   | Arena of Valor Premier League 2022, Honor of Kings International Championship 2022 và Đấu trường Danh vọng mùa Xuân 2023 |

### Đấu trường Danh vọng mùa Xuân 2023
Đấu trường Danh vọng mùa Xuân 2023 là giải đấu thứ 14 của bộ môn Liên Quân Mobile ở quy mô toàn Việt Nam. Giải đấu sẽ bắt đầu diễn ra từ ngày 16 tháng 2 đến ngày 14 tháng 5 năm 2023 với sự tham gia của 10 đội tuyển. Khẩu hiệu của giải đấu cũng tương tự như mùa giải trước là "Thể thao cho thế hệ mới" với yếu tố 5Đ lần lượt là "Đối kháng", "Đấu trí", "Đồng đội", "Độ tập trung" và "Đẳng cấp". Tổng giá trị giải thưởng là 6 tỷ đồng. TH true JUICE milk, mì ăn liền Hảo Hảo và Shopee là đơn vị tài trợ của giải đấu.
| Danh hiệu | Đội tuyển          | Tiền thưởng        | Giành quyền tham dự                                                                      |
| --------- | ------------------ | ------------------ | ---------------------------------------------------------------------------------------- |
| Vô địch   | Saigon Phantom     | 1.800.000.000 đồng | Vòng bảng Arena of Valor Premier League 2023 và Đấu trường Danh vọng mùa Đông 2023       |
| Á quân    | V Gaming           | 1.000.000.000 đồng | Vòng bảng Arena of Valor Premier League 2023 và Đấu trường Danh vọng mùa Đông 2023       |
| Hạng 3    | HEAVY              | 600.000.000 đồng   | Vòng bảng Arena of Valor Premier League 2023 và Đấu trường Danh vọng mùa Đông 2023       |
| Hạng 4    | HQ Esports         | 500.000.000 đồng   | Vòng tuyển chọn Arena of Valor Premier League 2023 và Đấu trường Danh vọng mùa Đông 2023 |
| Hạng 5    | The Daredevil Team | 400.000.000 đồng   | Vòng tuyển chọn Arena of Valor Premier League 2023 và Đấu trường Danh vọng mùa Đông 2023 |

### Đấu trường Danh vọng mùa Đông 2023
Nối tiếp thành công vang dội tại giải đấu Quốc tế APL 2023, mùa giải Quốc nội Đấu Trường Danh Vọng mùa Đông 2023 khởi tranh vào ngày 24 tháng 08 năm 2023. 
| Danh hiệu | Đội tuyển          | Tiền thưởng        | Giành quyền tham dự |
| --------- | ------------------ | ------------------ | --- |
| Vô địch   | Saigon Phantom     | 1.800.000.000 đồng | Vòng bảng Arena of Valor International Championship 2023, vòng bảng Honor of Kings International Championship 2023 và Đấu trường Danh vọng mùa Xuân 2024               |
| Á quân 1  | V Gaming           | 1.000.000.000 đồng | Vòng bảng Arena of Valor International Championship 2023, vòng loại khu vực Honor of Kings International Championship 2023 và Đấu trường Danh vọng mùa Xuân 2024       |
| Hạng 3    | GG Live            | 700.000.000 đồng   | Vòng bảng Arena of Valor International Championship 2023, vòng loại khu vực Honor of Kings International Championship 2023 và Đấu trường Danh vọng mùa Xuân 2024       |
| Hạng 4    | Team Flash         | 600.000.000 đồng   | Vòng tuyển chọn Arena of Valor International Championship 2023, vòng loại khu vực Honor of Kings International Championship 2023 và Đấu trường Danh vọng mùa Xuân 2024 |
| Hạng 5    | The Daredevil Team | 550.000.000 đồng   | Vòng tuyển chọn Arena of Valor International Championship 2023, vòng loại khu vực Honor of Kings International Championship 2023 và Đấu trường Danh vọng mùa Xuân 2024 |
| Hạng 6    | HQ Esports         | 500.000.000 đồng   | Vòng loại khu vực Honor of Kings International Championship 2023 và Đấu trường Danh vọng mùa Xuân 2024                                                                 |
| Hạng 7    | HEAVY              | 400.000.000 đồng   | Vòng loại khu vực Honor of Kings International Championship 2023 và vòng thăng hạng Đấu trường Danh vọng mùa Xuân 2024                                                 |
| Hạng 8    | Tân Voi Gaming     | 350.000.000 đồng   | Vòng loại khu vực Honor of Kings International Championship 2023 và vòng thăng hạng Đấu trường Danh vọng mùa Xuân 2024                                                 |

### Đấu trường Danh vọng mùa Xuân 2024
Đấu trường danh vọng mùa Xuân 2024 bắt đầu từ ngày 02 tháng 03 năm 2024 và kết thúc với trận chung kết vào ngày 19 tháng 05 năm 2024. Giải đấu có thông điệp mới RE-AWAKEN (Tạm dich: Thức tỉnh lại), sau khi các đội tuyển Việt Nam thi đấu không thành công tại giải đấu quốc tế gần nhất AIC 2023 trên sân nhà. Giải đấu có sự thay đổi về thể thức khi giải đấu có 2 vòng bảng với vòng bảng thứ nhất gồm 8 đội đánh vòng tròn 2 lượt, vòng bảng thứ 2 loại 2 đội hạng 7 và 8 còn 6 đội, đánh vòng tròn 1 lượt. 4 đội đứng đầu vòng bảng thừ tham dự vòng play-off. Giải đấu có 2 nhà tài trợ là TH true JUICE Milk và Hảo Hảo.
Có đến 4 đội tuyển thay đổi tên khi V Gaming đổi tên thành One Star Esports, Team Flash đổi tên thành FPTxFlash, HQ Esports đổi tên thành I-ing Media và Tân Voi Gaming đổi tên thành Black Sarus Sports. HEAVY đã giành được tấm vé quay trở lại Đấu trường Danh vọng cùng với Black Sarus Sports. Các đội tuyển còn lại bao gồm đương kim vô địch Saigon Phantom, GG Live và The DareDevil Team.
Ở trận chung kết, tại Cung thể thao Quần Ngựa, Saigon Phantom đã đánh bại One Star Esports với tỉ số 4-3, qua đó vô địch Đấu trường Danh vọng lần thứ 8 trong lịch sử. Đây cũng là lần vô địch thứ 6 liên tiếp của Saigon Phantom và cũng là lần thứ 6 liên tiếp One Star Esports (và tiền thân V Gaming) để thua ở trận chung kết, trước cùng một đối thủ Saigon Phantom. Trong khi đó, Black Sarus Sports và I-ing Media sẽ phải thi đấu vòng thăng hạng để giành quyền tham dự mùa sau. Ngoài Saigon Phantom và One Star Esports; GG Live, FPTxFlash và The DareDevil Team sẽ có vé tham dự vòng Thụy sĩ của giải quốc tế Arena of Valor Premier League 2024.
Tuyển thủ Fish của Saigon Phantom trở thành FMVP giải đấu (người chơi xuất sắc nhất trận chung kết). Đội hình xuất sắc nhất giải cũng là 5 thành viên của Saigon Phantom, lần lượt là Jiro (đường trên), Bâng (đường rừng), Fish (đường giữa), Phoenix (đường rồng) và Khoa (trợ thủ).

### Đấu trường Danh vọng mùa Đông 2024
Đấu trường danh vọng mùa Xuân 2024 bắt đầu từ ngày 10 tháng 08 năm 2024 và kết thúc với trận chung kết vào ngày 27 tháng 10 năm 2024. Sau 4 mùa giải, giải đấu đã thay đổi nhận diện và thay đổi thông điệp thành "Facing Glory, Forging Legends" (Đối đầu vinh quang, Khắc tên huyền thoại). Giải đấu vẫn giữ nguyên thể thức như cũ cùng với 2 nhà tài trợ cũ là TH true JUICE Milk và Hảo Hảo.
Đội tuyển GG Live sẽ trở về tên cũ BOX Gaming sau 2 mùa giải, HEAVY đổi tên thành Super Heavy và I-ing Media tiếp tục đổi tên thành Zeus Gaming sau 1 mùa. Black Sarus Sports và Zeus Gaming đã thành công quay trở lại giải đấu từ vòng thăng hạng. Các đội tuyển còn lại gồm đương kim vô địch Saigon Phantom, One Star Esports, FPTxFlash và The DareDevil Team.
Sau vòng bảng giai đoạn 1, đội tuyển BOX Gaming (hạng 7) và Zeus Media (hạng 8) đã phải chia tay giải đấu và phải thi đấu vòng thăng hạng. Tại vòng bảng giai đoạn 2, Black Sarus Sports nằm ở vị trí thứ 6 chung cuộc, với Super HEAVY giành vị trí thứ 5 và suất tham dự giải quốc tế Arena of Valor International Championship 2024 cùng với 4 đội tuyển xếp trên.
Đội tuyển FPTxFlash giành vị trí thứ 4 chung cuộc sau khi thua One Star Esports ở trận play off 2. Tại ngày chung kết ở Nhà thi đấu Quân khu 7, đội tuyển The DareDevil Team đã đạt vị trí Quý quân sau khi thua One Star Esports ở trận play off 3, sau đó Saigon Phantom đã vượt qua One Star Esports với tỉ số 4-1 để lần thứ 9 lên ngôi vô địch, với 7 lần liên tiếp gần nhất đều là chiến thắng trước One Star Esports.
Tuyển thủ Kuga của Saigon Phantom trở thành FMVP giải đấu (người chơi xuất sắc nhất trận chung kết). Đội hình xuất sắc nhất giải là đội hình của Saigon Phantom, gồm Kuga (đường trên), Bâng (đường rừng), Fish (đường giữa), Phoenix (đường rồng) và Khoa (trợ thủ).
Sau giải đấu, đội tuyển Zeus Media đã bị xử phạt truất quyền tham dự vòng thăng hạng cho mùa giải sau và trừ tiền thưởng sau khi ban tổ chức điều tra có hiện tượng dàn xếp tỉ số.

### ABBEN Energy Đấu trường Danh vọng mùa Xuân 2025
ABBEN Energy Đấu trường danh vọng mùa Xuân 2025 bắt đầu từ ngày 22 tháng 02 năm 2025 đến ngày 11 tháng 05 năm 2025. Giải đấu có thông điệp "Go Get It" (Giành lấy và Chinh phục). Nhà tài trợ chính của mùa giải là hãng nước tăng lực ABBEN, dẫn đến việc đổi tên giải đấu. Nhà tài trợ còn lại là hãng mì ăn liền Hảo Hảo, với lần hợp tác thứ 7 liên tiếp cùng giải đấu. Giải đấu vẫn giữ thể thức từ giải mùa Xuân 2024.
Hai đội tuyển vượt qua vòng thăng hạng là BOX Gaming và FPT Polytechnic - đội tuyển mới thuộc sở hữu của một trường học. Các đội tuyển còn lại gồm đương kim vô địch Saigon Phantom, One Star Esports, The DareDevil Team, FPTxFlash, Black Sarus Sports và Super Nova - đội tuyển vừa đổi tên từ Super Heavy.
Kết thúc giai đoạn 1, hai đội tuyển phải xuống hạng là Black Sarus Sports (hạng 7) và FPT Polytechnic (hạng 8). 6 đội tuyển còn lại sẽ có suất tham dự giải đấu quốc tế Arena of Valor Premier League 2025, với Super Nova (hạng 5) và The DareDevil Team (hạng 6) sẽ thi đấu ở vòng wildcard, trong khi 4 đội tuyển còn lại sẽ có suất tham dự trực tiếp.
Đội tuyển One Star Esports đã đạt vị trí thứ tư chung cuộc sau khi thua BOX Gaming 4-3 ở trận playoff 2, chấm dứt 7 lần về nhì liên tiếp của đội. Trong khi đó ở trận play-off 1, FPTxFlash vượt qua Saigon Phantom với tỉ số 4-3 để giành quyền vào trận chung kết tổng. Tại Cung thể thao Tiên Sơn, ngày chung kết của giải đấu đã bắt đầu với chiến thắng 4-3 của Saigon Phantom trước BOX Gaming, qua đó BOX Gaming giành vị trí thứ 3 chung cuộc. Saigon Phantom tiếp tục đánh bại FPTxFlash 4-3 trong trận chung kết để lần thứ 10 vô địch giải đấu, lần thứ 8 liên tiếp.
Tuyển thủ Khoa của Saigon Phantom trở thành FMVP giải đấu (người chơi xuất sắc nhất trận chung kết). Đội hình xuất sắc nhất gồm HuyHoang (đường trên),  BeTroc (đường rồng) của FPTxFlash và Bang (đường rừng), Fish (đường giữa), Khoa (trợ thủ) của Saigon Phantom.

## Thống kê

### Thành tích

#### Đấu trường Danh vọng

##### Đội tuyển
- Tham dự nhiều nhất:
  1. Saigon Phantom (18 lần - tham gia tất cả mùa)
  2. FPTxFlash (16 lần - từ Đ2017 đến nay)
  3. Black Sarus Sports và Super Nova (13 lần - từ X2019 đến nay)
- Vô địch nhiều nhất: 
  1. Saigon Phantom (10 lần: X2018, Đ2020, Đ2021, X2022, Đ2022, X2023, Đ2023, X2024, Đ2024, X2025)
  2. FPTxFlash (5 lần: Đ2018, X2019, Đ2019, X2020, X2021)
  3. Adonis Esports (2 lần: X2017, H2017)
- Vô địch liên tiếp nhiều lần nhất:
  1. Saigon Phantom (8 lần: Đ2021 - X2025)
  2. FPTxFlash (4 lần: Đ2018 - X2020)
  3. Adonis Esports (2 lần: X2017 - H2017)
- Vào chung kết nhiều lần nhất:
  1. Saigon Phantom (14 lần: H2017, X2018, Đ2018, X2020, Đ2020, X2021, Đ2021, X2022, Đ2022, X2023, Đ2023, X2024, Đ2024, X2025).
  2. One Star Esports (7 lần: Đ2021, X2022, Đ2022, X2023, Đ2023, X2024, Đ2024)
  3. FPTxFlash (7 lần: Đ2017, Đ2018, X2019, Đ2019, X2020, X2021, X2025)
- Vào chung kết nhiều lần liên tiếp nhất:
  1. Saigon Phantom (11 lần: X2020 - X2025)
  2. One Star Esports (7 lần: Đ2021 - Đ2024)
  3. FPTxFlash (4 lần: Đ2018 - X2020)
- Á quân nhiều nhất (Thua nhiều trận chung kết nhất):
  1. One Star Esports (7 lần: Đ2021, X2022, Đ2022, X2023, Đ2023, X2024, Đ2024)
  2. Saigon Phantom (4 lần: H2017, Đ2018, X2020, X2021)
  3. Mocha ZD Esports (2 lần: X2017, X2019)
- Thua nhiều trận chung kết liên tục nhất: One Star Esports (7 lần: Đ2021 - X2024)
- Tham dự playoff nhiều nhất:
  1. Saigon Phantom (17 lần - tất cả các mùa có vòng playoff)
  2. FPTxFlash (14 lần: Đ2017 - X2022, Đ2023 - X2025)
  3. One Star Esports (9 lần: X2021 - X2025)
- Xuống hạng nhiều nhất:
  1. Extreme Gaming (4 lần: Đ2019, X2020, Đ2022, X2023)
  2. Black Sarus Sports (4 lần: X2022, Đ2023, X2024, X2025)
  3. B2F Gaming (3 lần: X2022, Đ2022, X2023)
- Xuống hạng liên tục nhiều nhất: B2F Gaming (3 lần: X2022 - X2023)

Các bảng sau chỉ liệt kê các đội tuyển đã từng thi đấu ít nhất 1 mùa hoặc từng có suất tham dự Đấu trường Danh vọng, được sắp xếp theo thứ tự tham gia vào các mùa (nếu vào cùng một mùa sẽ sắp xếp theo thứ hạng của mùa đầu tham dự), các đội thi đấu vòng thăng hạng Đấu trường Danh vọng hoặc Đấu trường Danh vọng Serie B nhưng chưa được lên hạng sẽ không được đề cập.
Chú thích
- 1st — Vô địch
- 2nd — Á quân
- 3rd — Hạng ba
- 4th — Hạng tư
- 5th — Hạng năm
- 6th — Hạng sáu
- 7th — Hạng bảy
- 8th — Hạng tám
- 9th — Hạng chín
- 10th — Hạng mười
- q — Vượt qua vòng loại / có suất tham dự giải đấu sắp tới
- •  — Không vượt qua vòng loại (bảng sau chỉ tính từ vòng thăng hạng Đấu trường Danh vọng / Đấu trường Danh vọng Series B, không tính vòng loại khu vực)
- ×  — Có suất tham dự nhưng không tham dự
- (SGSG) — Tên viết tắt đội khi tham dự giải đấu (xem cột tên đội tuyển để biết tên đầy đủ của đội), đối với đội có tên khác nhau nhưng tên viết tắt giống nhau, một phần tên hoặc cả tên của đội sẽ được ghi ra
- Các ô trống có thể là thời điểm đội chưa thành lập, đã giải thể nhưng không rõ thông tin, hoặc có tham dự vòng loại khu vực nhưng không vượt qua vòng loại

Giai đoạn 2017 – 2020
Tên các đội tuyển chỉ tính tới hết 2020
| Tên đội tuyển (Tên viết tắt) | Tên đội tuyển (Tên viết tắt) | 2017           | 2017           | 2017           | 2018                 | 2018               | 2019                 | 2019                 | 2020               | 2020               |
| Tên hiện tại                 | Tiền thân                    | Xuân           | Hè             | Đông           | Xuân                 | Đông               | Xuân                 | Đông                 | Xuân               | Đông               |
| ---------------------------- | ---------------------------- | -------------- | -------------- | -------------- | -------------------- | ------------------ | -------------------- | -------------------- | ------------------ | ------------------ |
| Adonis Esports (ADN)         | Sài Gòn Super Games (SGSG)   | 1st (SGSG)     | 1st (ME)       | 8th (ME)       | 2nd (Adonis Esports) | 4th (Honor Adonis) | 3rd (Adonis Esports) | 7th (Adonis Esports) | × (Adonis Esports) | Giải thể           |
| Adonis Esports (ADN)         | Marines Esports (ME)         | 1st (SGSG)     | 1st (ME)       | 8th (ME)       | 2nd (Adonis Esports) | 4th (Honor Adonis) | 3rd (Adonis Esports) | 7th (Adonis Esports) | × (Adonis Esports) | Giải thể           |
| Adonis Esports (ADN)         | Honor Adonis (ADN)           | 1st (SGSG)     | 1st (ME)       | 8th (ME)       | 2nd (Adonis Esports) | 4th (Honor Adonis) | 3rd (Adonis Esports) | 7th (Adonis Esports) | × (Adonis Esports) | Giải thể           |
| Mocha ZD Esports (MZ/MZD)    | GameTV (GTV)                 | 2nd (GTV)      | 3rd (GTV)      | 1st (GTV)      | 4th (GTV)            | 5th (BOX)          | 2nd (BOX)            | 6th (ZD/ MZ)         | 8th (MZD)          | • (MZD) (giải thể) |
| Mocha ZD Esports (MZ/MZD)    | BOX Gaming (1) (BOX)         | 2nd (GTV)      | 3rd (GTV)      | 1st (GTV)      | 4th (GTV)            | 5th (BOX)          | 2nd (BOX)            | 6th (ZD/ MZ)         | 8th (MZD)          | • (MZD) (giải thể) |
| Mocha ZD Esports (MZ/MZD)    | ZD Esports (ZD)              | 2nd (GTV)      | 3rd (GTV)      | 1st (GTV)      | 4th (GTV)            | 5th (BOX)          | 2nd (BOX)            | 6th (ZD/ MZ)         | 8th (MZD)          | • (MZD) (giải thể) |
| Cơm Tấm Quận 7 (CTQ7)        | Cần Thơ Exodia (EXO)         | 3rd (EXO)      | 4th (WP)       | 5th (CTQ7)     | •                    |                    |                      |                      |                    |                    |
| Cơm Tấm Quận 7 (CTQ7)        | Cần Thơ We Pro (WP)          | 3rd (EXO)      | 4th (WP)       | 5th (CTQ7)     | •                    |                    |                      |                      |                    |                    |
| Saigon Phantom (SGP)         | Swing Phantom (SP)           | 4th (SGP)      | 2nd (SGP)      | 4th (SGP)      | 1st (SGP)            | 2nd (SGP/ SP)      | 4th (SP)             | 4th (SP)             | 2nd (SGP)          | 1st (SGP)          |
| Dragon Knights (DK)          | Dragon Knights (DK)          | 5th            |                |                |                      |                    |                      |                      |                    |                    |
| Hanoi Star (HNS)             | Hanoi Star (HNS)             | 6th            |                |                |                      |                    |                      |                      |                    |                    |
| Hanoi Attack (AT)            | Hanoi Attack (AT)            | 7th            |                |                |                      |                    |                      |                      |                    |                    |
| Feed To Win (FTW)            | Feed To Win Sword (FTWS)     | 8th (FTWS)     | 6th (FTW)      | •              |                      |                    |                      |                      |                    |                    |
| Team Thái Nguyên (TTN)       | Team Thái Nguyên (TTN)       |                | 5th            | 3rd            | 6th                  | 8th                | 8th                  | •                    | Giải thể           | Giải thể           |
| Đắk Lắk CFMA (CFMA)          | Đắk Lắk CFMA (CFMA)          |                | 7th            |                |                      |                    |                      |                      |                    |                    |
| Hải Phòng DK (DK)            | Hải Phòng DK (DK)            |                | 8th            | •              |                      |                    |                      |                      |                    |                    |
| Team Flash (FL)              | Pro Army (PA)                |                |                | 2nd (PA)       | 3rd (FL)             | 1st (FL)           | 1st (FL)             | 1st (FL)             | 1st (FL)           | 3rd (FL)           |
| Jeff Team (JT)               | Jeff Team (JT)               |                |                | 6th            | 8th                  |                    |                      |                      |                    |                    |
| Alpha Team (AP)              | Alpha Team (AP)              |                |                | 7th            |                      |                    |                      |                      |                    |                    |
| Phố Bò Team (PBT)            | Phố Bò Team (PBT)            |                |                |                | 5th                  | •                  |                      |                      |                    |                    |
| EVOS Esports (1) (EVS)       | EVOS Esports (1) (EVS)       |                |                |                | 7th                  |                    | •                    |                      |                    |                    |
| Cerberus Esports (CES)       | OverClockerS (OCS)           |                |                |                |                      | 3rd (OCS)          | 6th (OCS)            | 8th (OCS/ CES)       | 7th (CES)          | 6th (CES)          |
| Esports Kingdom (EK)         | 659                          |                |                |                |                      | 6th                | ×                    |                      |                    |                    |
| Tamago AA (AA)               | Tamago AA (AA)               |                |                |                |                      | 7th                |                      |                      |                    |                    |
| FAP Esports (FAP)            | FapTV (FTV)                  |                |                |                |                      |                    | 5th (FTV)            | 5th (FTV)            | 4th (FTV)          | 4th (FAP)          |
| HEAVY (HEV)                  | IGP Gaming (IGP)             |                |                |                |                      |                    | 7th (IGP)            | 2nd (HTVC IGP)       | 3rd (HTVC IGP)     | 7th (HEV)          |
| HEAVY (HEV)                  | HTVC IGP Gaming (IGP)        |                |                |                |                      |                    | 7th (IGP)            | 2nd (HTVC IGP)       | 3rd (HTVC IGP)     | 7th (HEV)          |
| HEAVY (HEV)                  | Project H (PH)               |                |                |                |                      |                    | 7th (IGP)            | 2nd (HTVC IGP)       | 3rd (HTVC IGP)     | 7th (HEV)          |
| EVOS Esports (2) (EVS)       | In The Dark (ITD)            |                |                |                |                      |                    |                      | 3rd (ITD)            | 5th (EVS)          | 8th (EVS)          |
| EVOS Esports (2) (EVS)       | VEC In The Dark (ITD)        |                |                |                |                      |                    |                      | 3rd (ITD)            | 5th (EVS)          | 8th (EVS)          |
| BOX Gaming (2) (BOX)         | BOX Gaming (2) (BOX)         | Chưa thành lập | Chưa thành lập | Chưa thành lập | Chưa thành lập       | Chưa thành lập     | Chưa thành lập       | Chưa thành lập       | 6th (BOX)          | 2nd (BOX)          |
| Puppies Esports (PES)        | Puppies Esports (PES)        |                |                |                |                      |                    |                      |                      |                    | ×                  |
| V Gaming (VGM)               | V Gaming (VGM)               |                |                |                |                      |                    |                      |                      |                    | 5th                |

Giai đoạn 2021 – nay
| Tên đội tuyển (Tên viết tắt)  | Tên đội tuyển (Tên viết tắt)  | 2021      | 2021      | 2022        | 2022      | 2023      | 2023      | 2024      | 2024       | 2025      | 2025     |
| Tên hiện tại                  | Tiền thân                     | Xuân      | Đông      | Xuân        | Đông      | Xuân      | Đông      | Xuân      | Đông       | Xuân      | Đông     |
| ----------------------------- | ----------------------------- | --------- | --------- | ----------- | --------- | --------- | --------- | --------- | ---------- | --------- | -------- |
| Saigon Phantom (SGP)          | Swing Phantom (SP)            | 2nd (SGP) | 1st (SGP) | 1st (SGP)   | 1st (SGP) | 1st (SGP) | 1st (SGP) | 1st (SGP) | 1st (SGP)  | 1st (SGP) | q (SGP)  |
| FPTxFlash (FPT)               | Pro Army (PA)                 | 1st (FL)  | 3rd (FL)  | 3rd (FL)    | 5th (FL)  | 8th (FL)  | 4th (FL)  | 4th (FPT) | 4th (FPT)  | 2nd (FPT) | q (FPT)  |
| FPTxFlash (FPT)               | Team Flash (FL)               | 1st (FL)  | 3rd (FL)  | 3rd (FL)    | 5th (FL)  | 8th (FL)  | 4th (FL)  | 4th (FPT) | 4th (FPT)  | 2nd (FPT) | q (FPT)  |
| Extreme Gaming (XT)           | OverClockerS (OCS)            | 6th (CES) | 5th (CES) | 7th (CES)   | 9th (XT)  | 9th (XT)  | Giải thể  | Giải thể  | Giải thể   | Giải thể  | Giải thể |
| Extreme Gaming (XT)           | Cerberus Esports (CES)        | 6th (CES) | 5th (CES) | 7th (CES)   | 9th (XT)  | 9th (XT)  | Giải thể  | Giải thể  | Giải thể   | Giải thể  | Giải thể |
| Black Sarus Sports (BSS)      | FapTV (FTV)                   | 4th (FAP) | 8th (FAP) | 9th (FAP)   | 7th (MDH) | 7th (MDH) | 8th (TV)  | 7th (BSS) | 6th (BSS)  | 7th (BSS) | • (BSS)  |
| Black Sarus Sports (BSS)      | FAP Esports (FAP)             | 4th (FAP) | 8th (FAP) | 9th (FAP)   | 7th (MDH) | 7th (MDH) | 8th (TV)  | 7th (BSS) | 6th (BSS)  | 7th (BSS) | • (BSS)  |
| Black Sarus Sports (BSS)      | MDH Esports (MDH)             | 4th (FAP) | 8th (FAP) | 9th (FAP)   | 7th (MDH) | 7th (MDH) | 8th (TV)  | 7th (BSS) | 6th (BSS)  | 7th (BSS) | • (BSS)  |
| Black Sarus Sports (BSS)      | Tân Voi Gaming (TV) (2)       | 4th (FAP) | 8th (FAP) | 9th (FAP)   | 7th (MDH) | 7th (MDH) | 8th (TV)  | 7th (BSS) | 6th (BSS)  | 7th (BSS) | • (BSS)  |
| Super Nova (SPN)              | IGP Gaming (IGP)              | 8th (HEV) | 6th (HEV) | 6th (HEV)   | 6th (HEV) | 3rd (HEV) | 7th (HEV) | 6th (HEV) | 5th (SH)   | 5th (SPN) | q (SPN)  |
| Super Nova (SPN)              | HTVC IGP Gaming (IGP)         | 8th (HEV) | 6th (HEV) | 6th (HEV)   | 6th (HEV) | 3rd (HEV) | 7th (HEV) | 6th (HEV) | 5th (SH)   | 5th (SPN) | q (SPN)  |
| Super Nova (SPN)              | Project H (PH)                | 8th (HEV) | 6th (HEV) | 6th (HEV)   | 6th (HEV) | 3rd (HEV) | 7th (HEV) | 6th (HEV) | 5th (SH)   | 5th (SPN) | q (SPN)  |
| Super Nova (SPN)              | HEAVY (HEV)                   | 8th (HEV) | 6th (HEV) | 6th (HEV)   | 6th (HEV) | 3rd (HEV) | 7th (HEV) | 6th (HEV) | 5th (SH)   | 5th (SPN) | q (SPN)  |
| Super Nova (SPN)              | Super Heavy (SH)              | 8th (HEV) | 6th (HEV) | 6th (HEV)   | 6th (HEV) | 3rd (HEV) | 7th (HEV) | 6th (HEV) | 5th (SH)   | 5th (SPN) | q (SPN)  |
| X132 Esports (X132)           | In The Dark (ITD)             | • (X132)  | Giải thể  | Giải thể    | Giải thể  | Giải thể  | Giải thể  | Giải thể  | Giải thể   | Giải thể  | Giải thể |
| X132 Esports (X132)           | VEC In The Dark (ITD)         | • (X132)  | Giải thể  | Giải thể    | Giải thể  | Giải thể  | Giải thể  | Giải thể  | Giải thể   | Giải thể  | Giải thể |
| X132 Esports (X132)           | EVOS Esports (2) (EVS)        | • (X132)  | Giải thể  | Giải thể    | Giải thể  | Giải thể  | Giải thể  | Giải thể  | Giải thể   | Giải thể  | Giải thể |
| BOX Gaming (2) (BOX)          | GG Live (GGL)                 | 5th (BOX) | 4th (BOX) | 4th (BOX)   | 3rd (BOX) | 6th (BOX) | 3rd (GGL) | 3rd (GGL) | 7th (BOX)  | 3rd (BOX) | q (BOX)  |
| One Star Esports (1S)         | V Gaming (VGM)                | 3rd (VGM) | 2nd (VGM) | 2nd (VGM)   | 2nd (VGM) | 2nd (VGM) | 2nd (VGM) | 2nd (1S)  | 2nd (1S)   | 4th (1S)  | q (1S)   |
| B2F Gaming (B2F)              | B2F Gaming (B2F)              | 7th       | 7th       | 10th        | 10th      | 10th      | Giải thể  | Giải thể  | Giải thể   | Giải thể  | Giải thể |
| The Daredevil Team (TDT)      | Chơi vui thôi                 |           |           | 8th (MG)    | 8th (TDT) | 5th (TDT) | 5th (TDT) | 5th (TDT) | 3rd (TDT)  | 6th (TDT) | q (TDT)  |
| The Daredevil Team (TDT)      | Zeus Gaming (ZG)              |           |           | 8th (MG)    | 8th (TDT) | 5th (TDT) | 5th (TDT) | 5th (TDT) | 3rd (TDT)  | 6th (TDT) | q (TDT)  |
| The Daredevil Team (TDT)      | MEMO Game (MG)                |           |           | 8th (MG)    | 8th (TDT) | 5th (TDT) | 5th (TDT) | 5th (TDT) | 3rd (TDT)  | 6th (TDT) | q (TDT)  |
| ZEUS Media (ZEUS)             | WAF Esports (WAF)             |           |           | 5th (TV/HQ) | 8th (HQ)  | 4th (HQ)  | 6th (HQ)  | 8th (ING) | 8th (ZEUS) | • (ZEUS)  | Giải thể |
| ZEUS Media (ZEUS)             | Khánh Hòa (KH)                |           |           | 5th (TV/HQ) | 8th (HQ)  | 4th (HQ)  | 6th (HQ)  | 8th (ING) | 8th (ZEUS) | • (ZEUS)  | Giải thể |
| ZEUS Media (ZEUS)             | Tân Voi Gaming (TV) (1)       |           |           | 5th (TV/HQ) | 8th (HQ)  | 4th (HQ)  | 6th (HQ)  | 8th (ING) | 8th (ZEUS) | • (ZEUS)  | Giải thể |
| ZEUS Media (ZEUS)             | HQ Esports (HQ)               |           |           | 5th (TV/HQ) | 8th (HQ)  | 4th (HQ)  | 6th (HQ)  | 8th (ING) | 8th (ZEUS) | • (ZEUS)  | Giải thể |
| ZEUS Media (ZEUS)             | I-ing Media (ING)             |           |           | 5th (TV/HQ) | 8th (HQ)  | 4th (HQ)  | 6th (HQ)  | 8th (ING) | 8th (ZEUS) | • (ZEUS)  | Giải thể |
| FPT Polytechnic (FPL)         | FPT Polytechnic (FPL)         |           |           |             |           |           |           |           |            | 8th       | •        |
| Thành phố Hồ Chí Minh (TPHCM) | Thành phố Hồ Chí Minh (TPHCM) |           |           |             |           |           |           |           |            |           | q        |
| Thành phố Huế (HUE)           | Thành phố Huế (HUE)           |           |           |             |           |           |           |           |            |           | q        |

1. ↑  Tên hiện tại của đội tuyển hoặc tên cuối cùng của đội trước khi giải thể.
2. ↑  Adonis Esports trụ hạng thành công, nhưng đã nhượng suất cho Box Gaming (2).
3. 1 2  Box Gaming đổi tên thành ZD Esports ở giải mùa Đông 2019 do Box Gaming không còn đầu tư vào đội tuyển này. Sau đó, Box Gaming thành lập một đội tuyển khác với một số thành viên cũ và được nhượng lại suất của Adonis Esports. Ở đây đánh dấu hai đội bằng (1) và (2) để phân biệt. Hiện nay các bình luận viên và ban tổ chức giải vẫn thường coi 2 đội tuyển Box Gaming này là một.
4. ↑  Ở giải mùa Đông 2019, đội có tên là ZD Esports ở lượt đi, và đổi thành Mocha ZD Esports ở lượt về do có nhà tài trợ Mocha.
5. ↑  Ở giải mùa Đông 2018, đội có tên là Saigon Phantom ở lượt đi, và đổi thành Swing Phantom ở lượt về do có nhà tài trợ Swing.
6. ↑  Team Thái Nguyên đã rút lui khỏi Đấu trường Danh vọng Serie B mùa Xuân 2019.
7. 1 2  EVOS Esports trước đó từng dự Đấu trường Danh vọng nhưng không thể trụ hạng, giải mùa Xuân 2020 họ đầu tư vào VEC In The Dark nên có hai đội EVOS Esports khác nhau. Ở đây đánh dấu hai đội bằng (1), và (2) để phân biệt.
8. ↑  Ở giải mùa Đông 2019, đội có tên là OverClockerS ở lượt đi, và đổi thành Cerberus Esports ở lượt về.
9. ↑  659 là tên của đội trong vòng loại khu vực, họ đổi tên thành Esports Kingdom sau khi được lên hạng.
10. 1 2  Nhượng suất thi đấu cho IGP Gaming.
11. ↑  HTVC IGP Gaming đổi tên thành Project H khi thi đấu ở Arena of Valor Premier League 2020. Sau đó họ đổi tên thành HEAVY khi thi đấu ở Đấu trường Danh vọng mùa Đông năm 2020
12. 1 2  In The Dark là tên của đội trong Đấu trường Danh vọng Series B mùa Xuân 2019, họ đổi tên thành VEC In The Dark sau khi được lên hạng do có nhà tài trợ VEC Studio.
13. 1 2  Puppies Esports có được suất thăng hạng lên Đấu trường Danh vọng mùa Đông 2020, nhưng sau đó họ nhượng lại suất cho V Gaming. V Gaming cũng đã thi đấu ở vòng thăng hạng Đấu trường Danh vọng mùa Đông 2020 nhưng không thể giành suất tham dự.
14. ↑  Tân Voi Gaming là tên của đội khi thi đấu ở Đấu trường Danh vọng Series B mùa Đông 2021 và lượt đi Đấu trường Danh vọng mùa Xuân 2022. Đội được đổi tên thành HQ Esports trước giai đoạn lượt về.
15. ↑  Sau khi APL 2024 kết thúc, đội tuyển GG Live đổi tên trở lại về BOX Gaming
16. ↑  Chơi vui thôi là tên của đội khi thi đấu ở vòng loại Đấu trường Danh vọng Series B mùa Đông 2021
17. ↑  Zeus Gaming là tên của đội khi thi đấu ở Đấu trường Danh vọng Series B mùa Đông 2021, họ đổi tên thành MEMO Game khi lên thi đấu tại Đấu trường Danh vọng mùa Xuân 2022
18. ↑  WAF Esports là tên của đội khi thi đấu ở vòng loại Tứ Phương Đại Chiến mùa Đông 2021 khu vực Khánh Hòa.
19. ↑  Đội tuyển ZEUS Media bị truất quyền tham dự Vòng thăng hạng Đấu trường danh vọng mùa Xuân 2025 do vi phạm điều lệ giải đấu.
20. ↑  Khánh Hòa là tên của đội khi thi đấu ở Tứ Phương Đại Chiến mùa Đông 2021, do đây là đội tuyển đại diện cho tỉnh Khánh Hòa.
21. ↑  Tân Voi Gaming là tên của đội khi thi đấu ở Đấu trường Danh vọng Series B mùa Đông 2021 và lượt đi Đấu trường Danh vọng mùa Xuân 2022. Đội được đổi tên thành HQ Esports trước giai đoạn lượt về.

##### Cá nhân
Nguyễn Thanh "Zeref" Lâm (Saigon Phantom) vô địch 9 lần. Bâng (Saigon Phantom) vô địch 8 lần. Khoa, Fish (Saigon Phantom) vô địch 7 lần. XB và ProE (Team Flash) vô địch 6 lần (1 lần cho GameTV và 5 cho Team Flash), xếp sau là Trần Đức Chiến (ADC), Phạm Hồng Quân (Gấu), Đinh Tiến Đạt (ĐạtKòii) với cùng 5 lần, Trịnh Đào Tiến (BronzeV) với 4 lần, Đỗ Thành Đạt (Elly). KhiênG là tuyển thủ duy nhất tham dự tất cả các mùa giải của Đấu trường danh vọng nhưng chưa từng vô địch. Tính đến Đấu trường Danh vọng mùa Xuân 2022, tuyển thủ duy nhất vẫn còn thi đấu từ Đấu trường huyền thoại mùa Xuân 2017 là BronzeV (Saigon Phantom). SGP Khoa là tuyển thủ có tỉ lệ vô địch đấu trường danh vọng cao nhất kể từ khi bắt đầu thi đấu chuyên nghiệp mùa đông 2021 với tỉ lể 100%, vô địch liên tiếp 7 mùa
Có 2 tuyển thủ đã từng vô địch cả dưới tư cách tuyển thủ và huấn luyện viên, đó là Đinh Tiến Đạt (ĐạtKòii) và Võ Hoàng Huy (Polo).

#### Series B
Trải qua 6 mùa giải, Cerberus Esports và HEAVY (trước đó là IGP Gaming) là đội tuyển vô địch Series B nhiều nhất (2 lần). HEAVY cũng là đội bị xuống hạng từ Đấu trường Danh vọng nhiều nhất, với 3 lần. Trong cả ba lần, đội được lên hạng trở lại.

### Tiền thưởng
Đấu trường Danh vọng hiện là giải đấu có tổng số tiền thưởng lớn nhất trong hệ thống thi đấu Liên Quân Mobile tại Việt Nam.
| Mùa giải             | Tiền thưởng thành tích        | Tổng tiền thưởng     |
| Đấu trường Danh vọng | Đấu trường Danh vọng          | Đấu trường Danh vọng |
| -------------------- | ----------------------------- | -------------------- |
| Xuân 2017            | 265.000.000                   | 265.000.000          |
| Hè 2017              | 470.000.000                   | 470.000.000          |
| Đông 2017            | 800.000.000                   | 800.000.000          |
| Xuân 2018            | 1.170.000.000                 | 1.200.000.000        |
| Đông 2018            | 1.800.000.000                 | 1.850.000.000        |
| Xuân 2019            | 2.000.000.000                 | 2.000.000.000        |
| Đông 2019            | 2.000.000.000                 | 2.000.000.000        |
| Xuân 2020            | 2.200.000.000                 | 2.300.000.000        |
| Đông 2020            | 2.450.000.000                 | 2.900.000.000        |
| Xuân 2021            | 2.450.000.000                 | 3.050.000.000        |
| Đông 2021            | 2.450.000.000                 | 3.070.000.000        |
| Series B             |                               |                      |
| Xuân 2019            | Đấu trường Danh vọng Series B | 80.000.000           |
| Đông 2019            | Đấu trường Danh vọng Series B | 70.000.000           |
| Xuân 2020            | Đấu trường Danh vọng Series B | 70.000.000           |
| Đông 2020            | Đấu trường Danh vọng Series B | 80.000.000           |
| Xuân 2021            | Đấu trường Danh vọng Series B | 80.000.000           |
| Đông 2021            | Đấu trường Danh vọng Series B | 80.000.000           |